# Pałacyk Wiskotta we Wrocławiu
Pałacyk Wiskotta – zabytkowa kamienica mieszczańska, wzniesiona w formie pałacyku, znajdująca się przy ulicy Podwale 63 we Wrocławiu.

## Historia kamienicy

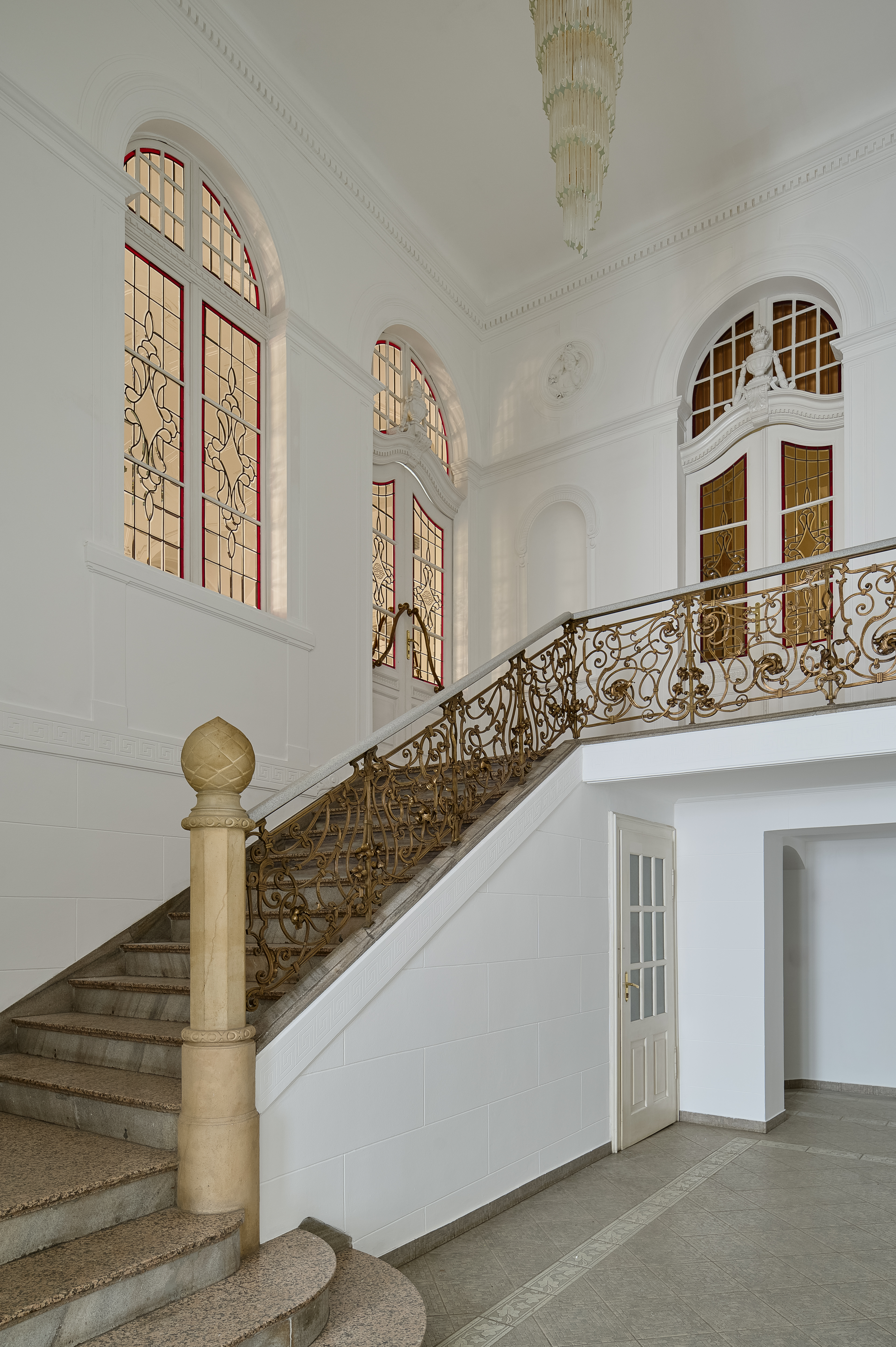
Klatka schodowa w kamienicy

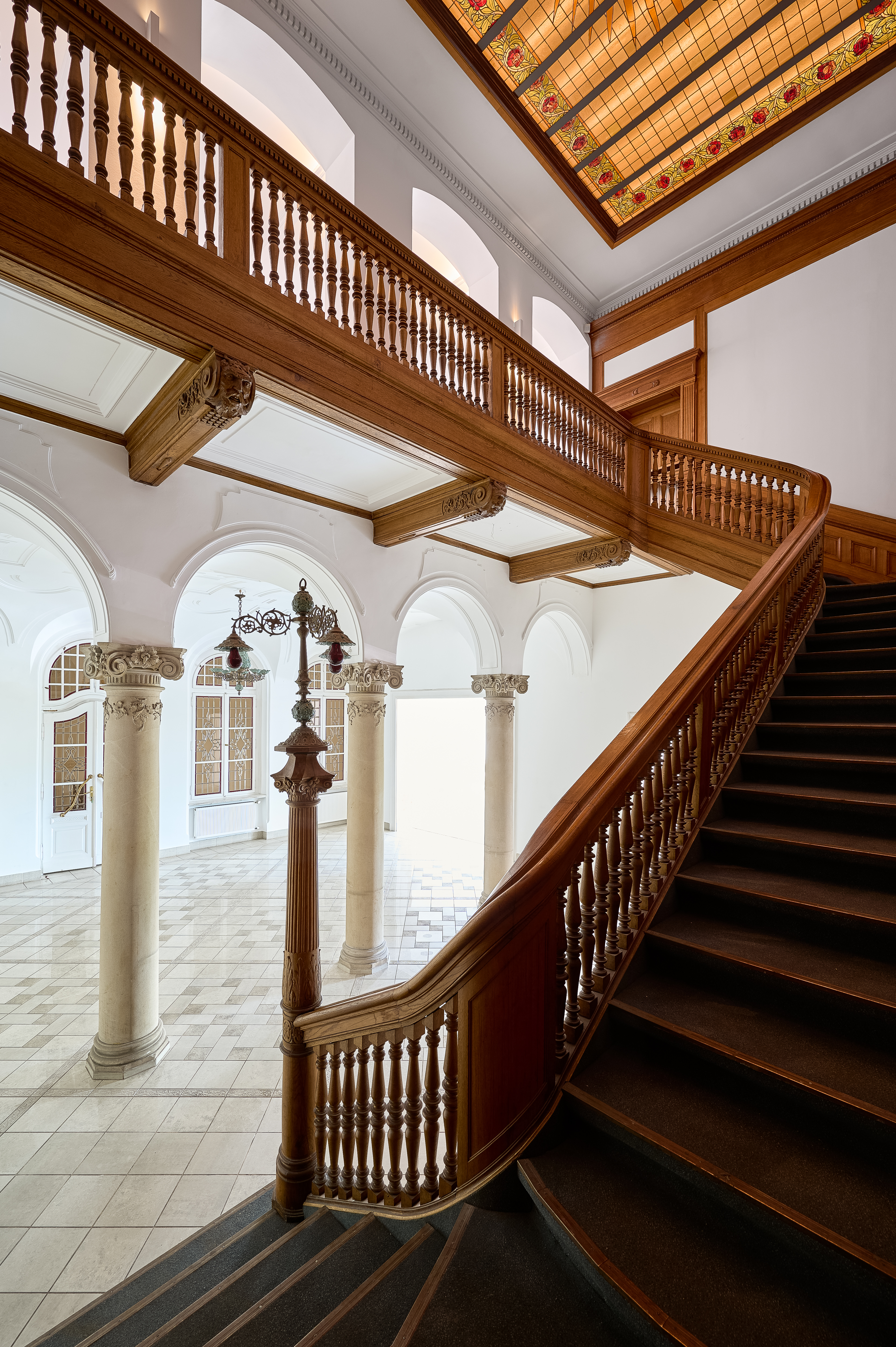
Wnętrza kamienicy

Pierwsze zabudowania na obszarze rozciągającym się pomiędzy dzisiejszą ulicą Dworcową a ulicą Kołłątaja były wznoszone w latach 40. XIX wieku; teren rozparcelowano przed rokiem 1843. Wcześniej znajdowały się tu ogrody hrabiów Henckel von Donnersmarck. Do 1848 roku wzniesiono i zasiedlono osiem istniejących tu budynków, a na początku lat 50. wybudowano ostatni dom na rogu ul. Podwala i Dworcowej.
W 1897 roku powstał projekt nowego budynku przy parceli nr 63 autorstwa architekta Sixt z Wrocławia dla właściciela posesji, królewskiego radcy handlowego Theodora Wiskotta. Projekt nie został przyjęty, ale oddano go innemu projektantowi do przerobienia. Tym projektantem był niemiecki architekt Wilhelm Werdelmann, który w tym samym roku wygrał konkurs na projekt kompleksu Łaźni Miejskiej we Wrocławiu. Theodor Wiskott był członkiem komitetu budowy łaźni i członkiem rady nadzorczej powstałego w tym celu Wrocławskiego Towarzystwa Akcyjnego Łaźni Miejskiej. Partycypował w powstaniu obiektu wykupując akcje łaźni, miał udział w wyborze i zakupie miejsca. Wraz z bratem Maximilianem był właścicielem zakładów litograficznych produkujących barwiony papier oraz prowadził działalność wydawniczą – głównie wydawnictwo artystyczne. Współpracował m.in. z Towarzystwem Historii Sztuk Pięknych przy wydaniu pracy Roberta Beckera prezentującą rysunki Heinricha Mützela przedstawiające widoki Wrocławia, wydał katalog malarstwa Śląskiego Muzeum Sztuk Pięknych.
Po zatwierdzeniu projektu wyburzono stary budynek z lat 40. XIX wieku, a w jego miejsce wybudowano nową kamienicę nadając jej formę pałacyku.
W 1928 roku kamienica została zaadaptowana przez wrocławską spółkę architektoniczno-budowlaną Simon & Halfpaap. W budynku swoją siedzibę miało wówczas Stowarzyszenie Kupieckiego Union. W 1937 roku kamienica została przekazana firmie Landwirtschaftlicher Treuhandverband Schlesien G.m.b.H. i urządzono w niej biura.

## Opis architektoniczny
Wzniesiona w 1898 roku kamienica była podpiwniczonym dwukondygnacyjnym budynkiem z użytkowym poddaszem o trzyosiowej fasadzie frontowej wykonanej w całości z brązowego piaskowca, zakończona wysoką grzebieniastą attyką stanowiącą jej główny akcent. Fasada w całości była gładka, a dla jej kontrastu zaprojektowano bogato zdobione obramienia okienne, portal wejściowy i balkon w osi środkowej. W przyziemiu znajdował się boniowany cokół. Portal wpisany w prostokątne pole nad cokołem budynku był przesklepiony łukiem pełnym ozdobionym dekoracją roślinną. Powyżej parteru elewacja przybierała formę bardziej symetryczną. Prostokątne okna umieszczono w ozdobnych opaskach; okna pierwszego piętra ustawiono na gzymsie opartym wolutowymi wspornikami na gzymsie międzykondygnacyjnym, dodatkowo ozdobionym balustradą. Nad oknami umieszczono trójkątne obdasznice w postaci frontonów z tympanonami ozdobionymi dekoracją roślinną, heraldyczną i zwierzętami morskimi. Piętro wieńczy wysunięty gzyms koronujący z kroksztynami, pomiędzy którymi umieszczono małe okienka poddasza. Nad nim znajduje się ażurowa attyka z palmetami między sterczynami. Wygląd elewacji frontowej nie uległ zmianie do czasów obecnych.
Elewacja tylna była gładko otynkowana, zaakcentowana na wysokości przyziemia i parteru silnym ryzalitem. Na piętrze znajdował się balkon połączony z loggią przez całą szerokość budynku i podparty czterema toskańskimi kolumnami. W części dachowej znajdowały się trzy facjatki. Z tyłu budynku rozciągał się duży ogród.

### Wnętrza budynku
Wnętrza kamienicy przed remontem w XX wieku miały układ trzytraktowy o trzech osiach wnętrz. Od strony zachodniej znajdowała się sień przelotowa z wewnętrznymi, wyrównującymi ceglanymi schodami prowadzącymi na wysoki parter oblicowanym białym marmurem. Na parterze, w trakcie środkowym, znajdował się rozległy hol oświetlony przez witraż w dachu i z trzybiegowymi drewnianymi schodami na belkach stalowych prowadzących na piętro. Z tyłu budynku znajdował się taras z podwójnymi schodami na podwórze. Nad sienią znajdowało się sklepienie kolebkowe ceglane, a nad częścią holu sklepienie kolebkowe z lunetami.
Budynek został wyposażony w najnowsze rozwiązania: urządzenia sanitarne na każdym piętrze, w łazienki przy sypialniach, windę kuchenną i centralne ogrzewanie.
W 1901 roku wykonano drewniane stropy na piętrze. W 1910 miał miejsce pierwszy remont budynku. Kolejne miały miejsce na przełomie lat 1928–1929.

## Po 1945
W 1946 roku budynek został wyremontowany, wykonano nowe poszycie dachu i wyremontowano pomieszczenia wnętrz. W latach 1945–1971 budynek był siedzibą różnych podmiotów gospodarczych, a na piętrze i parterze znajdowały się mieszkania. W 1971 po zmianie najemcy budynek został wyremontowany. Od 1971 roku w budynku znajdowała się siedziba Inspekcji Nasiennej, a pomieszczenia były przeznaczone na biura i laboratoria. W pomieszczeniach parterowych znajdowało się wydawnictwo prasowe. Od 1993 roku do pierwszej dekady XXI wieku w budynku mieścił się oddział Banku Rozwoju Eksportu, którego wnętrza zaprojektowała firma Point Co. Ltd. Pracownia Projektowa. Od 2022 roku właścicielem kamienicy jest 9AND7 Sp. z o.o. – Spółka nieruchomościowa zajmująca się obrotem i rewitalizacją zabytków. W budynku od 2023 roku mieści się siedziba Spółki.  